# Fridolinus van Säckingen

Fridolin op de vlag van Glarus

Fridolin van Säckingen (ergens in Ierland, geboortejaar onbekend – Bad Säckingen, 538), was aan het begin van de zesde eeuw missionaris in Poitiers en later in het huidige zuiden van Duitsland en Zwitserland. Hij stichtte in Bad Säckingen een klooster dat tot op heden bestaat en momenteel het oudste in het zuiden van Duitsland is. Fridolin is beschermheilige van het Zwitserse kanton Glarus en staat ook afgebeeld op de vlag van Glarus.
De naamdag van Fridolin is 6 maart.